# Dictyopharoides inficita
Dictyopharoides inficita är en insektsart som beskrevs av Melichar 1912. Dictyopharoides inficita ingår i släktet Dictyopharoides och familjen Dictyopharidae. Inga underarter finns listade i Catalogue of Life.